# Konvent o budoucnosti Evropy
Konvent o budoucnosti Evropy měl za úkol vypracovat návrh lepšího rozdělení kompetencí v Evropské unii, zlepšení demokracie, transparentnosti a efektivity s výhledem na evropskou ústavu. Svolán byl Deklarací o budoucnosti Evropské unie - Laekenskou deklarací (podle místa zasedání, belgického Laekenu poblíž Bruselu) na zasedání Evropské rady v prosinci 2001. Zasedal od 28. února 2002 do 20. července 2003 (ještě před rozšířením EU v květnu 2004 o deset členů), za účasti všech členských, ale i kandidátských zemí, jakož i Bulharska, Rumunska a Turecka. Tyto státy byly reprezentovány 26 členy národních parlamentů a 13 členy jejich vlád.
S výjimkou prezidentství mohl mít každý člen Konventu své zástupce, kteří mohli být kdykoliv přítomni v příslušných jednacích prostorách, ale mohli promlouvat pouze pokud jejich plnoprávný člen nebyl přítomen. Povolena byla i účast vybraným pozorovatelům. Dále se Konventu zúčastnili zástupci Evropské komise a Evropského parlamentu.

## Impulzy ke svolání konventu
Impulsem ke svolání konventu bylo nejen přijetí nových států, ale samotná EU – poukaz na ztrátu důvěry občanů (volby do Evropského parlamentu 1999 měly účast v celé EU pod 50 %), netransparentnost, demokratický deficit atd. Konvent tedy mohl vzniknout i jako reakce na neschopnost mezivládní konference řešit tyto problémy.
Start diskuze:
- projev německého ministra zahraničí Fischera (2000) – transformovat EU na Evropskou federaci
- projev Chiraca (2000) – Nice byla počátkem transformace, na jejímž konci by měla být nová Unie a reformované smlouvy; možnost svolání konventu
- projev Blaira (2000) – silné evropské instituce, pomohou EU stát se supervelmocí
- projev finského premiéra Liponena (2000) – podpora konstitucionálního procesu EU

Smlouva z Nice vymezila tři fáze řešení problému
- zahájení debaty
- přijetí opatření, která budou specifikována Radou v Laekenu
- svolání mezivládní konference

V letech 1999 – 2000 probíhal první evropský konvent (pod vedením Romana Herzoga), který dal vzniknout Chartě základních práv Evropské unie. Toto představovalo pozitivní zkušenost a další konvent mohl být přirozená reakce.

## Vymezení konventu
Konvent byl vymezen Deklarací o budoucnosti Evropské unie:
- konvent bude zasedat maximálně jeden rok; poté proběhne mezivládní konference
- složení konventu (vymezeny pouze principy, konkrétní bylo již na vůli předsednictva)
- kandidátské země budou mít právo na stejné zastoupení jako staří členové, ale nebudou moci zabránit konsenzu (zástupci kandidátských zemí nebyli přímo zmíněni ve formálních strukturách konventu)
- vymezení úkolů konventu
  - „lepší rozdělení a vymezení kompetencí v EU“
  - „zjednodušení unijních nástrojů“
  - „více demokracie, transparentnosti a efektivnosti“
  - „směrem k ústavě pro evropské občany“

## Členové konventu
Konvent vedli Valéry Giscard d'Estaing jako jeho prezident a, jako viceprezidenti, bývalý italský premiér Guliano Amato a bývalý belgický premiér Jean-Luc Dehaene. Giscard d'Estaing dále předsedal významnému Prezídiu Konventu, které stanovilo program, provádělo závěry a ustanovovalo pracovní skupiny Konventu.
Čeští členové Konventu:
- představitelé parlamentu - členové Jan Zahradil, Josef Zieleniec a zástupci Petr Nečas, František Kroupa,
- představitelé vlády - člen nejprve Jan Kavan, poté Jan Kohout, zástupkyně Lenka Anna Rovná.

## Stanovení strategie
Předseda konventu Giscard určil strukturu, metody i výstup konventu. Byly vymezeny tři fáze postupu:
- naslouchací (dotazník, co Evropané očekávají; tohle bylo v souladu s původním zadáním konventu)
- analýzy a zprávy
- formulace doporučení (Giscard požadoval jednotný dokument)

Třetí fáze byla potenciálně nejkonfliktnější. To vedlo k jejímu odsouvání a nedostatku času – konventisté neměli možnost vstřebat návrhy na změny nebo je významně ovlivnit.
Předseda jako hlavní úkol konventu určil reformu evropských institucí namísto samotné diskuze o budoucnosti EU. Tím se vlastně odchýlil od původního záměru Rady, která očekávala poradní charakter konventu a následnou možnost volby mezi více možnostmi. Podle Pitrové tak výstup nezohlednil více proudů a pouze rozdělil konvent na linii většiny (pro ústavu) a menšiny (proti ústavě). Původních proudů přitom byla řada.

## Spor o postavení kandidátských zemí na konventu
Předsednictvo obdrželo žádost, aby řešilo nedostatečné zastoupení kandidátských zemí. Předsedající Belgie to chtěla vyřešit obsazením postů z parlamentů novými zeměmi, ale výzva k jejich obsazení dorazila jen starým členům. Dále byla podána stížnost na nestejné postavení zástupců Evropského parlamentu a vnitrostátních parlamentů, které neměly dostatečné technické zázemí. Nakonec kandidátské země zformulovaly požadavky:
- jeden nebo dva reprezentanti v předsednictvu konventu
- stejné jazykové možnosti jako reprezentanti členských států
- zisk postu v sekretariátu

Tyto požadavky byly předsednictvím zamítnuty, následně bylo kandidátským zemím přiznáno:
- post hosta v předsednictvu
- dokumenty zpřístupněny v jejich jazyce
- na jednáních možnost tlumočení do oficiálního jazyka EU

## Jednací řád a komunikace v konventu
Jednací řád byl v podstatě výčtem základních principů komunikace. První verze znamenala přímou kontrolu předsednictva nad celým procesem jednání ve všech fázích. Tato verze byla podrobena kritice a vznikla verze nová. Zasedání bylo vedeno předsedou či místopředsedy. Kandidátské státy zde představovaly strany, které se „plně účastní práce a rokování konventu“, přičemž doporučení konvent přijímá konsenzem, „bez toho, že by byly kandidátské státy schopné mu zabránit.“ Konventisté mohli komunikovat výhradně přes sekretariát.

## Výsledek jednání konventu
Konečný Návrh smlouvy o Ústavě pro Evropu byl předložen Mezivládní konferenci EU v červenci 2003.
Evropský konvent byl po ukončení práce na ústavě EU rozpuštěn. V evropské politické diskusi se objevily názory, že by se Konvent, v té či oné formě, měl stát institucí trvalou a zejména podřízen suverenitě občanů EU, včetně práva na iniciativu a referendum ve věcech ústavy a zákonů EU (inspirací jsou politická práva Švýcarska). Zároveň se však z konventu stal zajímavý příklad unijní spolupráce i co do otázky řešení demokratického deficitu v Unii: Jeho předseda vytvořil z konventu ústavodárné shromáždění, přičemž v tomto momentu již bylo oslabené postavení kandidátských států důležitým problémem. Předsednictvo uplatňovalo centralizované vedení a mělo kontrolu nad informačními toky. Výsledný text byl nakonec přijat konsenzem reprezentantů, z nichž 37 % zastávalo nerovné postavení.
| Podpis Platnost Smlouvy   | 1948 Brusel                                             | 1951 1952 Pařížská        | 1954 1955 Paříž. doh.                     | 1957 1958 Římské                          | 1965 1967 Slučovací                                       | 1975 TREVI                                         | 1985 Schengenská                                   | 1986 1987 JEA                                      | 1992 1993 Maastrichtská                            | 1992 1993 Maastrichtská | 1997 1999 Amsterodamská | 2001 2003 Niceská  | 2007 2009 Lisabonská | 2007 2009 Lisabonská |  |  |  |  |  |  |  |  |
|                           |                                                         |                           |                                           |                                           |                                                           |                                                    |                                                    |                                                    |                                                    |                         |                         |                    |                      |                      |  |  |  |  |  |  |  |  |
| Tři pilíře Evropské unie: |                                                         |                           |                                           |                                           |                                                           |                                                    |                                                    |                                                    |                                                    |                         |                         |                    |                      |                      |  |  |  |  |  |  |  |  |
| Evropská společenství:    |                                                         |                           |                                           |                                           |                                                           |                                                    |                                                    |                                                    |                                                    |                         |                         |                    |                      |                      |  |  |  |  |  |  |  |  |
|                           | Evropské společenství pro atomovou energii (EURATOM)    |                           |                                           |                                           |                                                           |                                                    |                                                    |                                                    |                                                    |                         |                         |                    |                      |                      |  |  |  |  |  |  |  |  |
|                           |                                                         |                           | Evropské společenství uhlí a oceli (ESUO) | Evropské společenství uhlí a oceli (ESUO) | Evropské společenství uhlí a oceli (ESUO)                 | Evropské společenství uhlí a oceli (ESUO)          | Smlouva vypršela v roce 2002                       | Smlouva vypršela v roce 2002                       | Smlouva vypršela v roce 2002                       |                         | Evropská unie (EU)      | Evropská unie (EU) |                      |                      |  |  |  |  |  |  |  |  |
|                           |                                                         |                           | Evropské hospodářské společenství (EHS)   |                                           |                                                           |                                                    |                                                    |                                                    |                                                    |                         | Evropská unie (EU)      | Evropská unie (EU) |                      |                      |  |  |  |  |  |  |  |  |
|                           |                                                         |                           |                                           | Schengenská smlouva                       |                                                           |                                                    | Evropské společenství (ES)                         | Evropské společenství (ES)                         |                                                    |                         | Evropská unie (EU)      | Evropská unie (EU) |                      |                      |  |  |  |  |  |  |  |  |
|                           |                                                         | TREVI                     | TREVI                                     | TREVI                                     | Spolupráce v oblasti spravedlnosti a vnitřních věcí (SVV) |                                                    | Evropské společenství (ES)                         | Evropské společenství (ES)                         |                                                    |                         | Evropská unie (EU)      | Evropská unie (EU) |                      |                      |  |  |  |  |  |  |  |  |
|                           | Policejní a soudní spolupráce v trestních věcech (PJCC) | TREVI                     | TREVI                                     | TREVI                                     | Spolupráce v oblasti spravedlnosti a vnitřních věcí (SVV) |                                                    |                                                    |                                                    |                                                    |                         | Evropská unie (EU)      | Evropská unie (EU) |                      |                      |  |  |  |  |  |  |  |  |
|                           |                                                         |                           |                                           |                                           | Evropská politická spolupráce (EPS)                       | Společná zahraniční a bezpečnostní politika (SZBP) | Společná zahraniční a bezpečnostní politika (SZBP) | Společná zahraniční a bezpečnostní politika (SZBP) | Společná zahraniční a bezpečnostní politika (SZBP) |                         | Evropská unie (EU)      | Evropská unie (EU) |                      |                      |  |  |  |  |  |  |  |  |
| Bruselský pakt            | Bruselský pakt                                          | Západoevropská unie (ZEU) | Západoevropská unie (ZEU)                 | Západoevropská unie (ZEU)                 | Západoevropská unie (ZEU)                                 | Západoevropská unie (ZEU)                          | Západoevropská unie (ZEU)                          |                                                    |                                                    |                         |                         | Evropská unie (EU) |                      |                      |  |  |  |  |  |  |  |  |
| Bruselský pakt            | Bruselský pakt                                          | Západoevropská unie (ZEU) | Západoevropská unie (ZEU)                 | Západoevropská unie (ZEU)                 | Západoevropská unie (ZEU)                                 | Západoevropská unie (ZEU)                          | Západoevropská unie (ZEU)                          | Smlouva vypršela v roce 2011                       |                                                    |                         |                         |                    |                      |                      |  |  |  |  |  |  |  |  |
|                           |                                                         |                           |                                           |                                           |                                                           |                                                    |                                                    |                                                    |                                                    |                         |                         | z • d • e          |                      |                      |  |  |  |  |  |  |  |  |